# Diarthrodella parorbiculata
Diarthrodella parorbiculata är en kräftdjursart som beskrevs av Wells 1967. Diarthrodella parorbiculata ingår i släktet Diarthrodella och familjen Paramesochridae. Inga underarter finns listade i Catalogue of Life.